# Главный корпус Ростовского института железнодорожного транспорта
Главный корпус Ростовского института железнодорожного транспорта — ростовский памятник градостроительства и архитектуры. Расположен в Октябрьском районе города на площади Ростовского Стрелкового Полка Народного Ополчения. Построено в 1934 году в стиле советского неоклассицизма. Здание является архитектурной доминантой площади и служит ключевым ориентиром окружающего микрорайона. С 1998 года зданию присвоен статус объекта культурного наследия России регионального значения.

## Описание
Здание было построено в 1929—1934 годах по проекту архитектора В. Н. Наумычева в стиле советского конструктивизма и остаётся наиболее интересным в художественном отношении строением среди комплекса зданий РГУПС. Его полезный объём составляет 220 тысяч кубометров. Корпус представляет собой гигантское двухкрылое Г-образное здание. В качестве визуального акцента выступает цилиндр с башней, в котором размещаются вестибюль, библиотека и читальный зал. Центральные и боковые ризалиты венчают треугольные фронтоны, дополненные декоративными башенками (пинаклями). Второй и третий этажи разделены рельефным поясом, который трактуется как опора для пилястр дорического ордера. Три пары окон третьего этажа на фасаде, обращённом на улицу Шеболдаева, украшены прямыми сандриками. В южном углу здания с круглой башней соседствует шестиэтажная башня, в архитектуре которой прослеживаются черты, присущие стилю ар-деко.
Во время оккупации города войсками Вермахта главный корпус РИИЖТа сильно пострадал. При восстановлении полуразрушенного здания в послевоенный период черты конструктивизма были снивелированы: фасад обработан торкретированием, парапет получил украшение пинаклями, появились полуколонны и пилястры. Здание вдвое увеличилось благодаря О-образной застройке всего квартала, образовались два внутренних двора. Однако общая геометрия памятника сохранилась.